# 西内·雷谢尔
西内·雷切尔（Sidnei Rechel，1989年8月23日—），通常也简称“西内”，是一名巴西足球运动员。現效力於巴西足球乙级联赛球隊高士路。

## 个人经历
西内，全名西内·雷切尔·达·席尔瓦·儒尼奥尔（Sidnei Rechel da Silva Júnior）。他1989年8月23日生于巴西里约热内卢的小城阿萊格雷特。
西内成长于巴西阿莱格里港国际青训营，自2003年加入球队起，在队内共效力5年。
2008年夏季，西内转会葡萄牙劲旅本菲卡，为球队出场45次并射入6球。自2011年起，西内开始频繁被球队外借锻炼，三个赛季辗转土耳其与西班牙之间。在此期间，西内也入选了巴西U20国家队，共有12次为国出战的经历，但从未入选成年国家队。
2014年，西内以租借的方式加入了拉科鲁尼亚。目前已代表球队出场3次。